# Ramonville-Saint-Agne
Ramonville-Saint-Agne település Franciaországban, Haute-Garonne megyében. Lakosainak száma 15 172 fő (2022. január 1.). Ramonville-Saint-Agne Toulouse, Auzeville-Tolosane, Labège és Pechbusque községekkel határos.

## Népesség
A település népessége az elmúlt években az alábbi módon változott:
| Lakosok száma | 2214 | 10 561 | 11 834 | 11 738 | 13 475 | 13 829 | 14 388 | 14 600 | 14 730 | 15 172 |
|               | 1968 | 1982   | 1990   | 2006   | 2013   | 2015   | 2017   | 2019   | 2020   | 2022   |